# Tunca Yönder
Tunca Yönder   (Ankara, 24 de febrer de 1938 - Muğla, 5 de febrer de 2020) fou un actor, productor i director de cinema turc.
Va ser recordat pel seu paper d'advocat Nazmi a la sèrie de televisió Üvey Baba , que es va emetre entre 1998 i 2000.

## Biografia
Va estudiar dret a la Universitat d'Istanbul. El 1955, va començar la seva carrera teatral amb l'obra "5 Gün" presentada per Tuncel Kurtiz al Teatre de la Federació Nacional d'Estudiants de Turquia. Va participar en l'obra de teatre "Korku" d'Orhan Asena al mateix teatre, i més tard es va ingressar al grup de teatre de la Universitat d'Istanbul.
El 1961 s’iniciè en el teatre professional a Haldun Dormen al musical Sokak Kızı İrma, i després a l'Ankara Meydan Sahnesi com a actor convidat. Va ser membre fundador del Ankara Art Theatre, que es va establir a Ankara després de la dissolució del Teatre Arena a la primavera de 1963. Mentre feia el seu servei militar com a oficial de reserva entre 1964 i 1966, va participar en les emissions “Arkası Yarın”, ”Çocuk Bahçesi” i “Radyo Tiyatrosu” de Balzac, Dostoievski, a Ràdio Ankara.
El 1967 va ingressar en la plantilla de la Türkiye Radyo Televizyon Kurumu (TRT) després de rebre formació d'experts i instructors de la BBC. Va adaptar i dirigir l'obra de Şinasi Şair Evmeleri, que es va emetre per televisió la nit del 6 de febrer de 1968, per a televisió. Va exercir com a director de publicitat des del 1970 i el 1972 es va taraslladar a Istanbul, on va treballar com a redactor i director a les campanyes publicitàries de les principals agències de Turquia com ara Cenajans, Fulmar, Manajans, Yeni Ajans, İlancılık Advertising Agency, Güzel Sanatlar Reklamcılık, Pars McCann.
El 1983, quan Turgut Özal es va convertir en Primer Ministre, va treballar com a director en la producció del programa "İcraatın İçden", que va ser produït per Manajans, durant 3 anys.
Amb l'obertura de canals de televisió privats, també va fer noves adaptacions de drama. Entre aquestes, les adaptacions de Üvey Baba de Kemalettin Tuğcu i Küçük Feed van ser molt apreciades i van romandre en antena durant molt de temps.
El 1995 va guanyar premis amb dues pel·lícules diferents al Festival Internacional de Cinema d'Ankara: Millor pel·lícula per "Bir Aşk Uğruna", que va dirigir, i millor actor secundari per "Çözülmeler"" que va protagonitzar.
Tunca Yönder va emmalaltir mentre vivia a Muğla Datça, va ser atès en un centre de rehabilitació a Kocaeli. Després del seu tractament, va començar a allotjar-se a la Casa dels Artistes de Kartal Yakacık, afiliada al Municipi metropolità d'Istanbul el 18 d'octubre de 2012. El 19 de febrer de 2019, va ser traslladat al campus de Kayışdağı a causa d'un mal estat general. Tunca Yönder, que també tenia la malaltia de Parkinson, va morir als 82 anys com a conseqüència d'una aturada cardíaca i respiratòria.